# Liste von Museen in Grönland
Die Liste der Museen in Grönland umfasst alle Museen im zu Dänemark gehörigen Reichsbestandteil Grönland. Fast jede Stadt und einige wenige bedeutende Dörfer in Grönland haben ein eigenes Lokalmuseum. Dazu kommen noch zwei Kunstmuseen.
Die grönländischen Museen sind innerhalb des Museumsverbunds NUKAKA (Nunatsinni Katersugaasiviit Kattuffiat; deutsch Museumsverband unseres Landes) organisiert. Er wurde 1993 gegründet und dient der Förderung der kleinen Museen des Landes.

## Liste
| Name                          | Art            | Ort           | Bild |
| ----------------------------- | -------------- | ------------- | ---- |
| Grönländisches Nationalmuseum | Nationalmuseum | Nuuk          |      |
| Aasiaat-Museum                | Lokalmuseum    | Aasiaat       |      |
| Ammassalik-Museum             | Lokalmuseum    | Tasiilaq      |      |
| Ilulissat-Museum              | Lokalmuseum    | Ilulissat     |      |
| Kangaamiut-Museum             | Lokalmuseum    | Kangaamiut    |      |
| Kangerlussuaq-Museum          | Lokalmuseum    | Kangerlussuaq |      |
| Maniitsoq-Museum              | Lokalmuseum    | Maniitsoq     |      |
| Nanortalik-Museum             | Lokalmuseum    | Nanortalik    |      |
| Narsaq-Museum                 | Lokalmuseum    | Narsaq        |      |
| Narsarsuaq-Museum             | Lokalmuseum    | Narsarsuaq    |      |
| Nuuk-Museum                   | Lokalmuseum    | Nuuk          |      |
| Paamiut-Museum                | Lokalmuseum    | Paamiut       |      |
| Qaanaaq-Museum                | Lokalmuseum    | Qaanaaq       |      |
| Qaqortoq-Museum               | Lokalmuseum    | Qaqortoq      |      |
| Qasigiannguit-Museum          | Lokalmuseum    | Qasigiannguit |      |
| Qeqertarsuaq-Museum           | Lokalmuseum    | Qeqertarsuaq  |      |
| Sisimiut-Museum               | Lokalmuseum    | Sisimiut      |      |
| Upernavik-Museum              | Lokalmuseum    | Upernavik     |      |
| Uummannaq-Museum              | Lokalmuseum    | Uummannaq     |      |
| Ilulissat-Kunstmuseum         | Kunstmuseum    | Ilulissat     |      |
| Nuuk-Kunstmuseum              | Kunstmuseum    | Nuuk          |      |